# West Wendover
West Wendover je město v okrese Elko County ve státě Nevada ve Spojených státech amerických. Žije zde přibližně 4 500 obyvatel.
Město leží na hranici mezi Nevadou a Utahem, v těsné blízkosti utažského města Wendover. William Smith zde v roce 1926 otevřel čerpací stanici, kterou o pět let později rozšířil o kasíno, což umožnila nová legalizace gamblingu v Nevadě. Vyrostlo zde městečko, jež se v 70. a 80. letech 20. století změnilo na hráčský a rekreační resort – byla zde vybudována další kasína, hotely a další služby, včetně golfového hřiště. V roce 1991 získal West Wendover městskou samosprávu.
Protože se West Wendover nachází v těsné blízkosti Utahu a je na něj úzce navázán, a vzhledem k jeho odlehlosti vůči zbytku Nevady, bylo město v roce 1999 přeřazeno z pacifické časové zóny UTC−8, v níž se nachází celá Nevada, do horské časové zóny UTC−7, v níž je Utah.
Městem prochází dálnice Interstate 80 a vedlejší trasa silnice U.S. Route 93.